# نهائي كأس ألمانيا 1936
نهائي كأس ألمانيا 1936 هي المباراة النهائية من منافسة كأس ألمانيا 1936، أقيمت المباراة في 3 يناير 1937، في الملعب الأولمبي، بين فريقي VfB Leipzig ‏، وشالكه 04، وفاز فيها VfB Leipzig ‏، بعد أن هزم شالكه 04، بنتيجة 2 - 1، وحضر المباراة 70000 شخصاً.

## تفاصيل المباراة
لعبت المباراة النهائية في 3 يناير 1937.
| VfB Leipzig ‏ | 2 -1 | شالكه 04 |
| ------------ | ---- | -------- |
|              |      |          |